# Chios (stad)
Chios är en stad på ön Chios i Grekland. Den är huvudort i prefekturen Chios som ligger i regionen Nordegeiska öarna, i den östra delen av landet, 210 km öster om huvudstaden Aten. Antalet invånare är 23 953.
Terrängen runt Chios är kuperad. Havet är nära Chios österut.  Chios är det största samhället i trakten. Runt Chios är det i huvudsak tätbebyggt.